# Jehona Sopi
Jehona Sopi (ur. 16 października 1980 w Prisztinie) – kosowska piosenkarka.

## Życiorys
Była uczestniczką festiwalu Kënga Magjike w latach 2003, 2007 i 2019.

## Dyskografia[1]

### Albumy
| Rok  | Album          |
| ---- | -------------- |
| 2003 | Jam ajo qe jam |
| 2006 | Emocion        |

### Teledyski
| Rok  | Teledysk                   |
| ---- | -------------------------- |
| 2007 | Pervjetori                 |
| 2010 | Work it Girl               |
| 2011 | Këtë verë                  |
| 2012 | Unë do ti laj këmishat tua |
| 2013 | Të shkuara                 |
| 2015 | Caje sukarije              |
| 2020 | Jena dashte                |